# Бенедикт XIII
Папа Бенедикт XIII (на латински: Benedictus XIII, 2 февруари 1649 – 21 февруари 1730), рождено име Пиетро Франческо Орсини, по-късно Винченцо Мария Орсини, е папа от 1724 г. до смъртта си. Наследник е на папа Инокентий XIII (1721–1724).

## Биография
Пиетро Франческо Орсини е роден в Гравина ин Пулия в семейството на Фердинандо III Орсини, херцог на Гравина, и Джована Франджипани дела Толфа от Торито.
Той не е единственият член на фамилията Орсини от Рим, който се издига до папа; преди него от този род папския престол заемат и Целестин III (1191 – 1198) и Николай III (1277 – 1280).
Членува в ордена на доминиканците, монашеското му име е Винченцо Мария. Обявен е за кардинал на 22 февруари 1672 г., а впоследствие става епископ на Манфредония, епископ на Чезена и архиепископ на Беневенто.
Избран е за папа на 29 май 1724 г. Първоначално приема името Бенедикт XIV, тъй като името Бенедикт XIII носи преди него от един от антипапите (Педро Мартинез де Луна и Перез де Готор), но впоследствие номерацията е коригирана.
Лично ръкополага поне 139 епископа в различни важни епархии в Европа (немски, френски, английски и др.) и се стреми да ограничи разгула сред духовниците - особено в Италия. В град Рим той забранява лотарията.
Основава университета в Камерино.
През 1727 г. освещава площад Испания в Рим, известен и като Испанските стълби.
Бенедикт XIII умира през 1730 г. в Рим и е погребан в гробница в базиликата „Санта Мария сопра Минерва“.